# Dalu (köpinghuvudort i Kina, Hainan Sheng)
Dalu är en köpinghuvudort i Kina. Den ligger i provinsen Hainan, i den södra delen av landet, omkring 74 kilometer söder om provinshuvudstaden Haikou. Antalet invånare är 24 923. Befolkningen består av 11 697 kvinnor och 13 226 män. Barn under 15 år utgör 20,0 %, vuxna 15-64 år 68 %, och äldre över 65 år 11,0 %.
Runt Dalu är det tätbefolkat, med 266 invånare per kvadratkilometer. Närmaste större samhälle är Qionghai, 16,3 km söder om Dalu. Omgivningarna runt Dalu är en mosaik av jordbruksmark och naturlig växtlighet.
Genomsnittlig årsnederbörd är 2 298 millimeter. Den regnigaste månaden är september, med i genomsnitt 397 mm nederbörd, och den torraste är januari, med 27 mm nederbörd.